# مؤتمر القمة بين الكوريتين في مايو 2018
مؤتمر القمة بين الكوريتين في مايو 2018 هو اللقاء الثاني الذي انعقد بين قادة الكوريتين، مون جاي إن رئيس كوريا الجنوبية وكيم جونغ أون الزعيم الأعلى لكوريا الشمالية في 26 مايو 2018 في الجانب الكوري الشمالي من دار السلام في المنطقة الأمنية المشتركة بجناح التوحيد.
استمر الاجتماع ساعتين، وعلى خلاف القمم الأخرى فالمؤتمر لم يتم الإعلان عنه من قبل. حيث أظهرت صور نشرها مكتب الرئاسة في كوريا الجنوبية أن الرئيس مون وصل إلى الجانب الشمالي من قرية الهدنة في بانمونجوم، وصافح كيم يو جونغ شقيقة الرئيس كيم قبل الالتقاء بالزعيم كيم في القمة. ورافق الرئيس مون إبان القمة رئيس التجسس سوه هون، فيما رافق الزعيم كيم كيم يونغ تشول الرئيس السابق لأجهزة الاستخبارات في الجيش الذي يشغل الآن منصب نائب رئيس اللجنة المركزية للحزب الحاكم في كوريا الشمالية والمسؤول عن العلاقات بين الكوريتين.
تمحور الاجتماع بشكل كبير حول القمة المقبلة للزعيم الكوري الشمالي كيم جونغ أون مع الرئيس الأمريكي دونالد ترامب. وتعانق كيم ومون بحرارة قبل عودة الرئيس مون إلى كوريا الجنوبية. في 27 أيار / مايو، ذكر مون في خطاب علني أنه موافق هو وكيم على الاجتماع مرة أخرى في «في أي وقت وأي مكان» دون أي إجراء شكلي، وأن الزعيم الكوري الشمالي تعهد مرة أخرى بنزع السلاح النووي في شبه الجزيرة الكورية وفقا لإعلان بانمونجوم.